# Listriella spinifera
Listriella spinifera is een vlokreeftensoort uit de familie van de Liljeborgiidae. De wetenschappelijke naam van de soort is voor het eerst geldig gepubliceerd in 1983 door Dauvin & Gentil.